# Le Quatrième Sacrifice
Le Quatrième Sacrifice (titre original : The Fourth Sacrifice) est un roman policier de l'écrivain écossais Peter May paru en 2000 puis traduit en français et publié en 2006 et réédité en 2008 au format poche.
Le récit constitue le deuxième opus de la série chinoise. Il décrit l'enquête conjointement menée par Margaret Campbell et Li Yan, ainsi que les relations orageuses entre la légiste américaine et le policier chinois chef de section.

## Résumé
L'intrigue se situe à Pékin, et se penche sur trois victimes droguées, décapitées, et retrouvées avec un panneau portant un chiffre et un nom. Exécutée de manière similaire, la quatrième victime s'avère être un diplomate américain. Obligés de travailler ensemble, Margaret Campbell et Li Yan explorent la possibilité d'un lien entre les quatre sacrifiés. La recherche de la vérité va entraîner les deux enquêteurs sur la trace des soldats de l'armée de terre cuite de l'empereur Qin Shi Huang, ainsi qu'au cœur de la révolution culturelle chinoise.